# 모전석탑

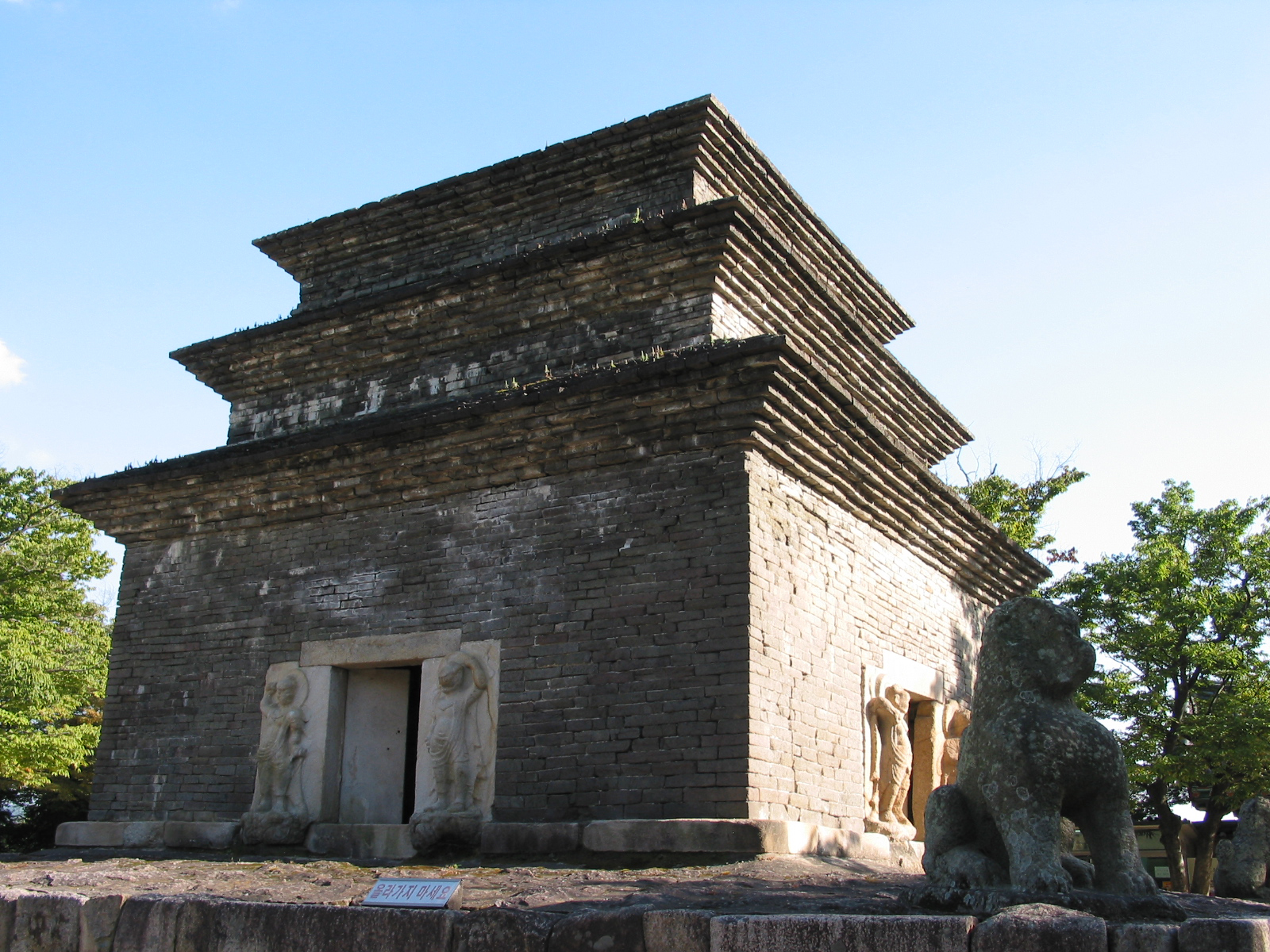
경주 분황사 모전석탑

모전석탑(模塼石塔)은 돌을 벽돌 모양으로 다듬어 쌓아올린 석탑(石塔)이다. 삼국시대 불교의 도입 초기 목탑에 이어 지어지기 시작하였다. 가장 오래된 것은 경주 분황사 모전석탑으로 634년에 건립되었다. 모전석탑은 한국만의 고유한 양식으로 삼국시대 이후 조선시대까지 꾸준히 제작되었다.

## 배경
모전(模塼)은 돌을 다음어 벽돌을 모방하였다는 의미이다. 벽돌을 사용한 탑은 전탑이라 한다. 한국의 대표적인 전탑으로는 칠곡 송림사 오층전탑이 있다. 한국에서는 전탑이 흔하지 않고, 대신 신라를 중심으로 모전석탑이 많이 세워졌다.
모전석탑은 목조 건축물인 목탑과 같이 내부 공간을 활용하기 위해 지어졌다. 그 때문에 내부의 감실로 들어가는 출입문이 달려있다. 목탑과 달리 석탑은 내부 크기를 넓히는데 한계가 있다. 그러나 화재에 취약한 목탑과 달리 석탑은 구조적으로 더 견고하고 영구적인 장점이 있다.:106-107
삼국시대의 각 나라들은 모두 불교 도입 초기 목재로 축조한 목탑을 지었다. 그러나 불상의 안치와 예불이 대웅전과 같은 금당(金堂)을 중심으로 이루어지게 되면서 사리와 사리 장엄구 등을 봉안하는 탑은 보다 견고하고 작은 형태의 탑으로 대체되었다. 삼국시대의 목탑은 시대가 지나면서 결국 모두 전소하여 남아있는 것이 없기에 목탑의 양식을 이어받은 모전석탑은 예술사적으로 중요한 가치를 지닌다.

## 특징
비록 수나라 시기인 611년에 지어진 중국의 신통사(神通寺) 사문탑(四門塔)과 같이 돌을 축조하여 목조 건축을 모방한 경우가 있으나 모전석탑은 다른 문화에서는 볼 수 없는 한국 고유의 양식이다. 모전석탑이 벽돌을 모방한 것인 만큼 건축 유래에 대해서는 중국의 전탑 양식에서 영향을 받았다는 것이 종래의 통설이나:166, 박경식은 서역 등 다른 문화의 영향이 가미되어 별도로 발전한 양식이라고 주장한다.
사용된 돌은 안산암으로 삼국시대 신라에서 크게 유행하였다.:166 이미 벽돌을 구워 전탑을 만들 기술이 있었음에도 굳이 모전석탑을 만든 이유에 대해서는 모전석탑이 보다 경제적이었을 것이라는 추측:166과 벽돌보다 경제적으로 불리하였으나 보다 견고한 탑을 원하여 돌을 선호하였다는 추측, 전통적으로 돌을 사용하는 것을 더 선호하는 문화가 있었다는 추측 이 있다.

## 유형
모전석탑은 목탑의 건축양식을 충실히 재현한 초기 유형과 석탑으로 이행하는 과도기로서 탑신은 이미 석탑의 일반적 양식을 띄어 그 높이가 크게 줄어들었으나 세부적 건축 방법은 모전석탑의 방식을 따르는 후기 양식으로 나눌 수 있다.:107 초기 양식에서는 석재를 벽돌 크기로 잘개 잘라 벽체를 쌓아 올렸지만, 후기 양식에서는 큰 석재를 벽돌처럼 쌓아 올렸다.:169-170쪽
초기 양식의 대표적 문화재로는 경주 분황사 모전석탑, 제천 장락리 칠층석탑 등이 있고, 후기 양식의 대표적 문화재로는 의성 탑리 오층석탑과 같은 것이 있다. 통일신라 이후 후대로 갈수록 모전석탑을 짓는 경우는 드물게 되었다.

## 관련 문화재
대표적인 모전석탑으로는 경주 분황사 모전석탑(대한민국의 국보 제30호) 등이 있다.

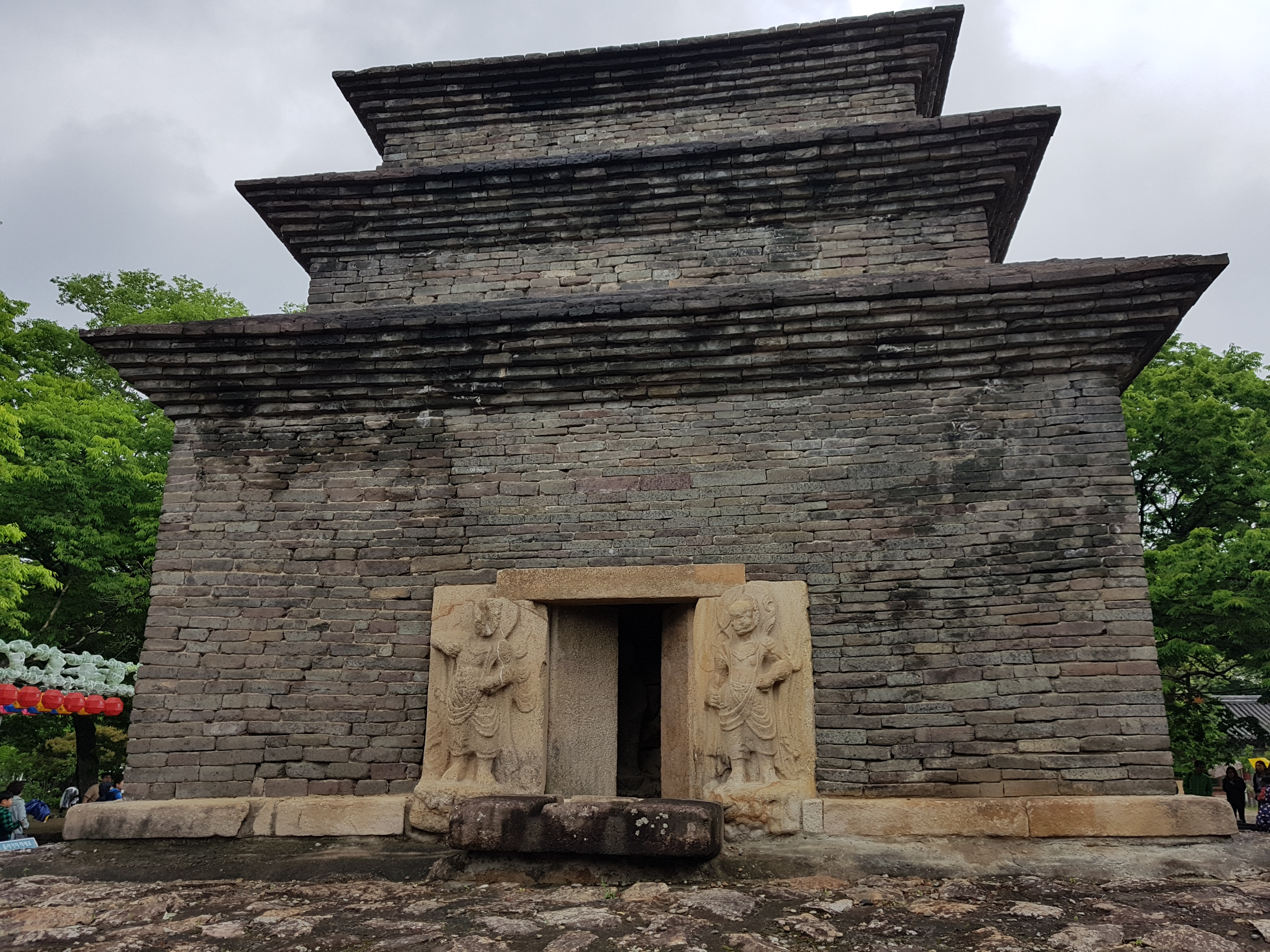
경주 분황사 모전석탑
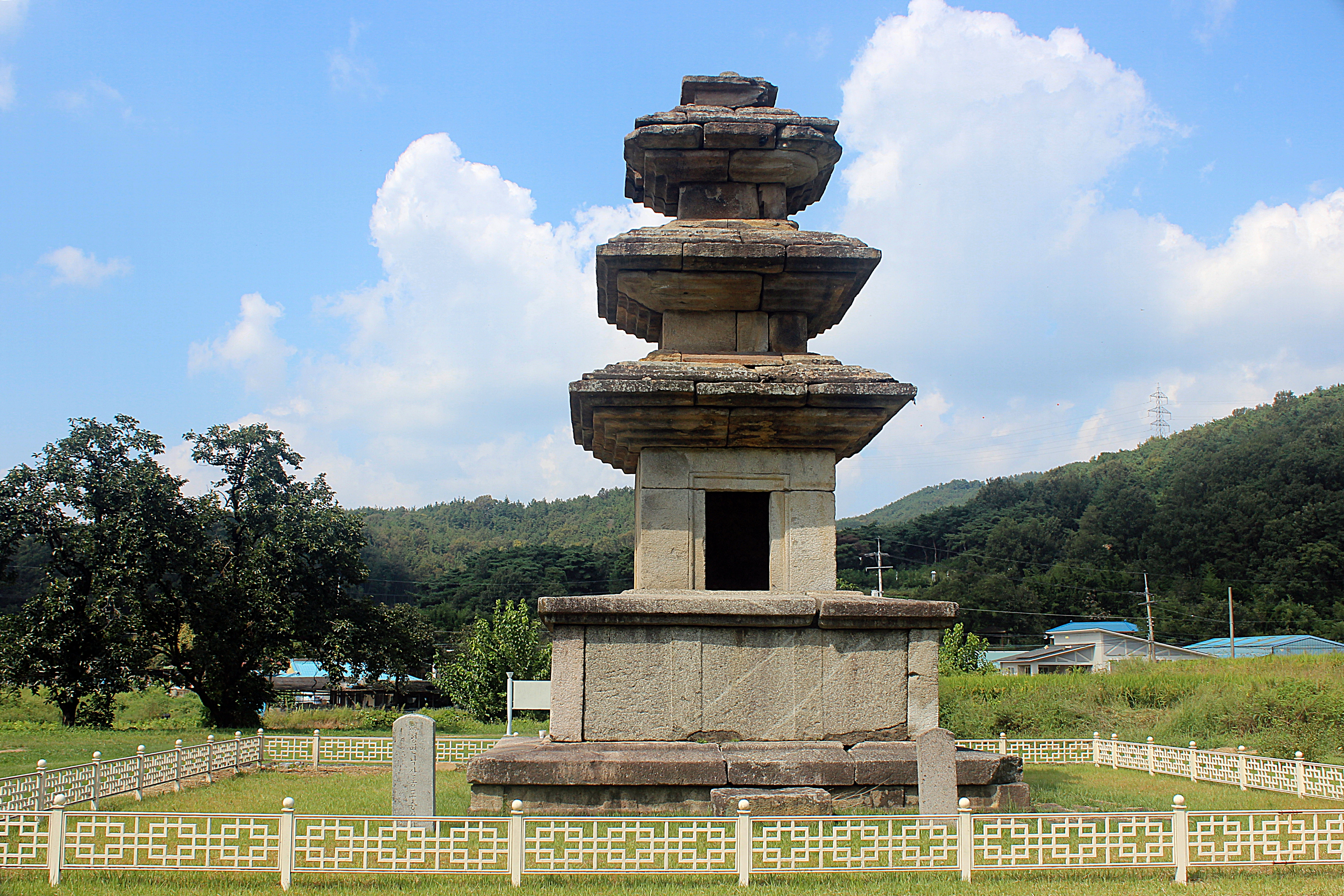
구미 낙산리 삼층석탑
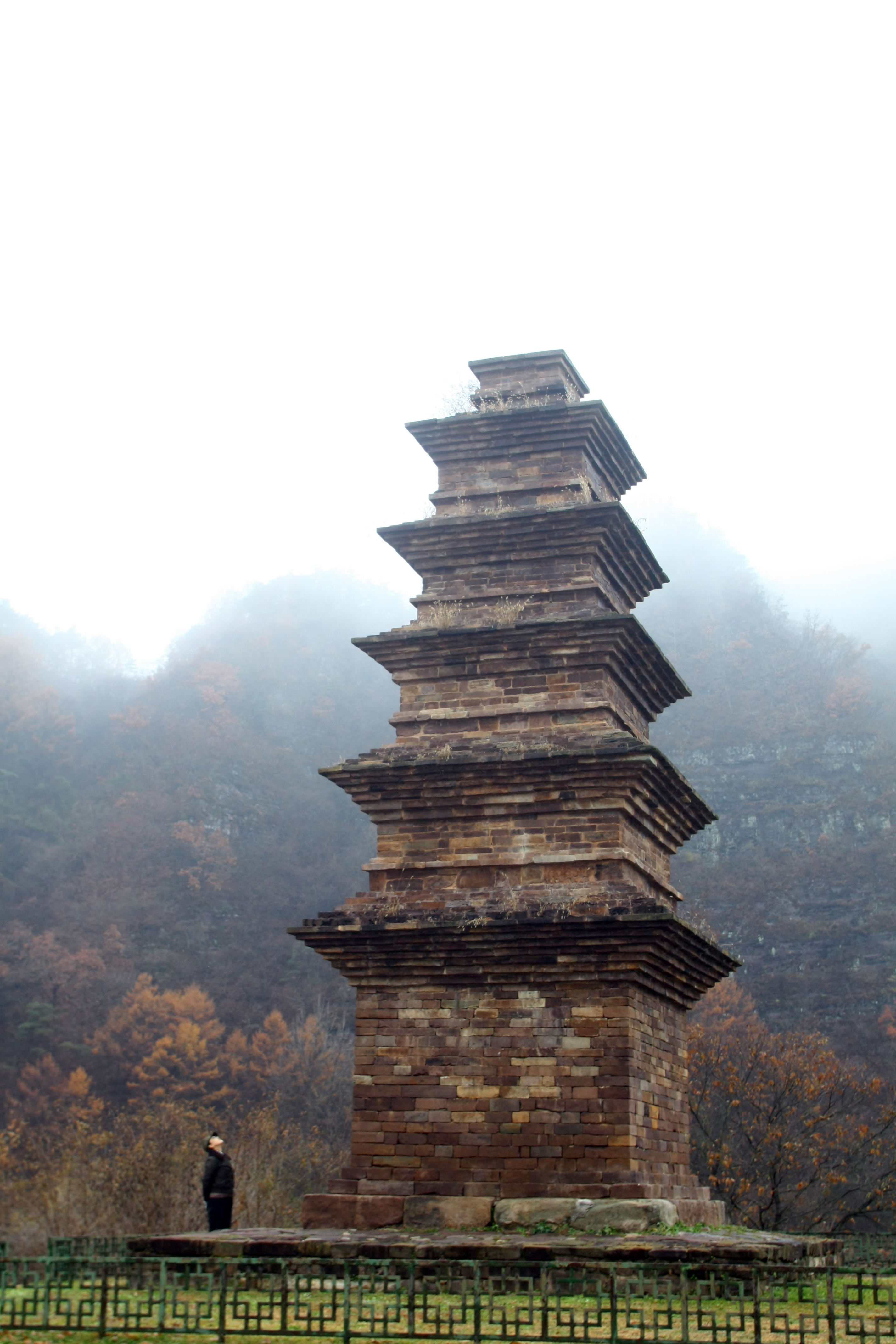
영양 산해리 오층모전석탑
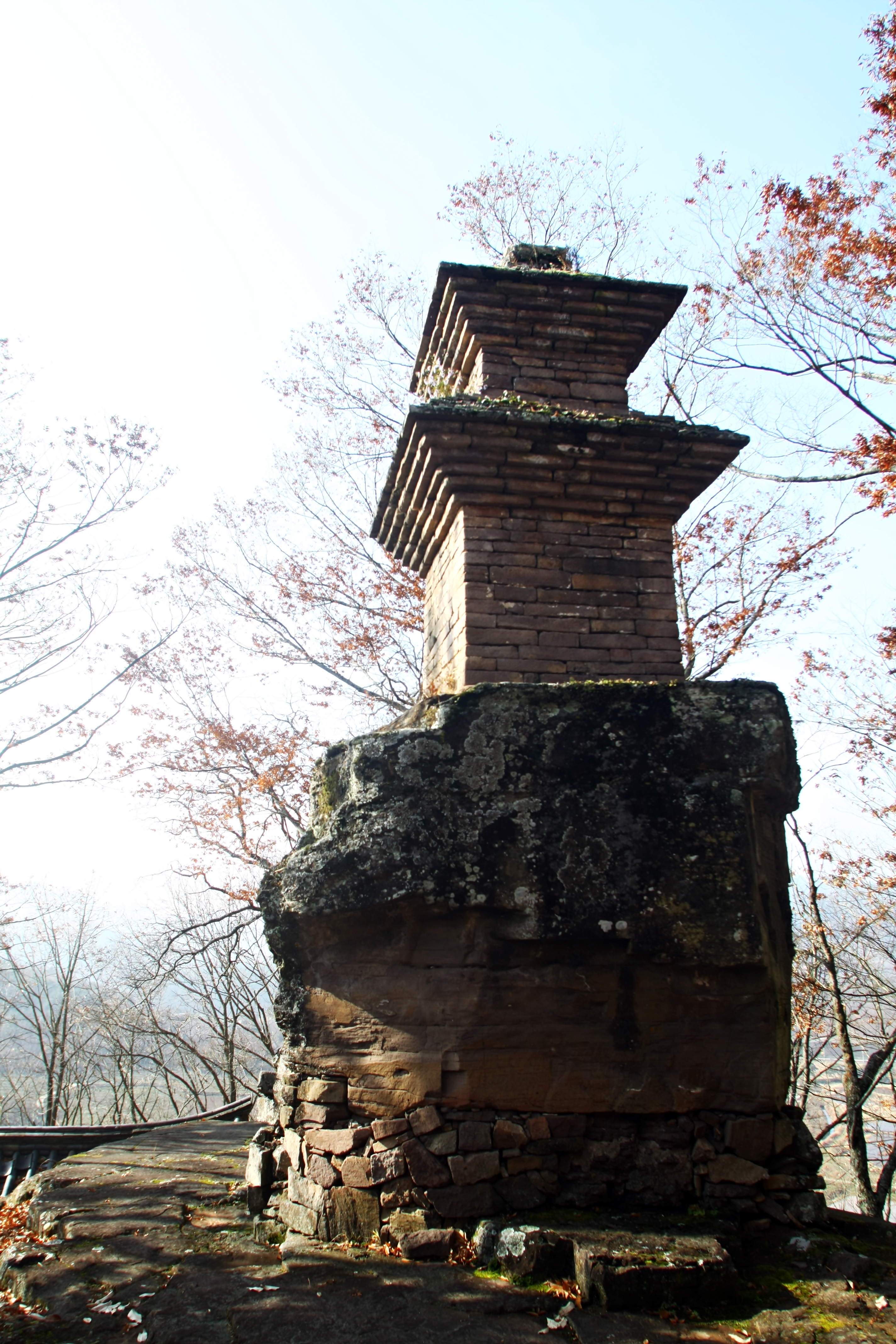
영양 삼지리 모전석탑
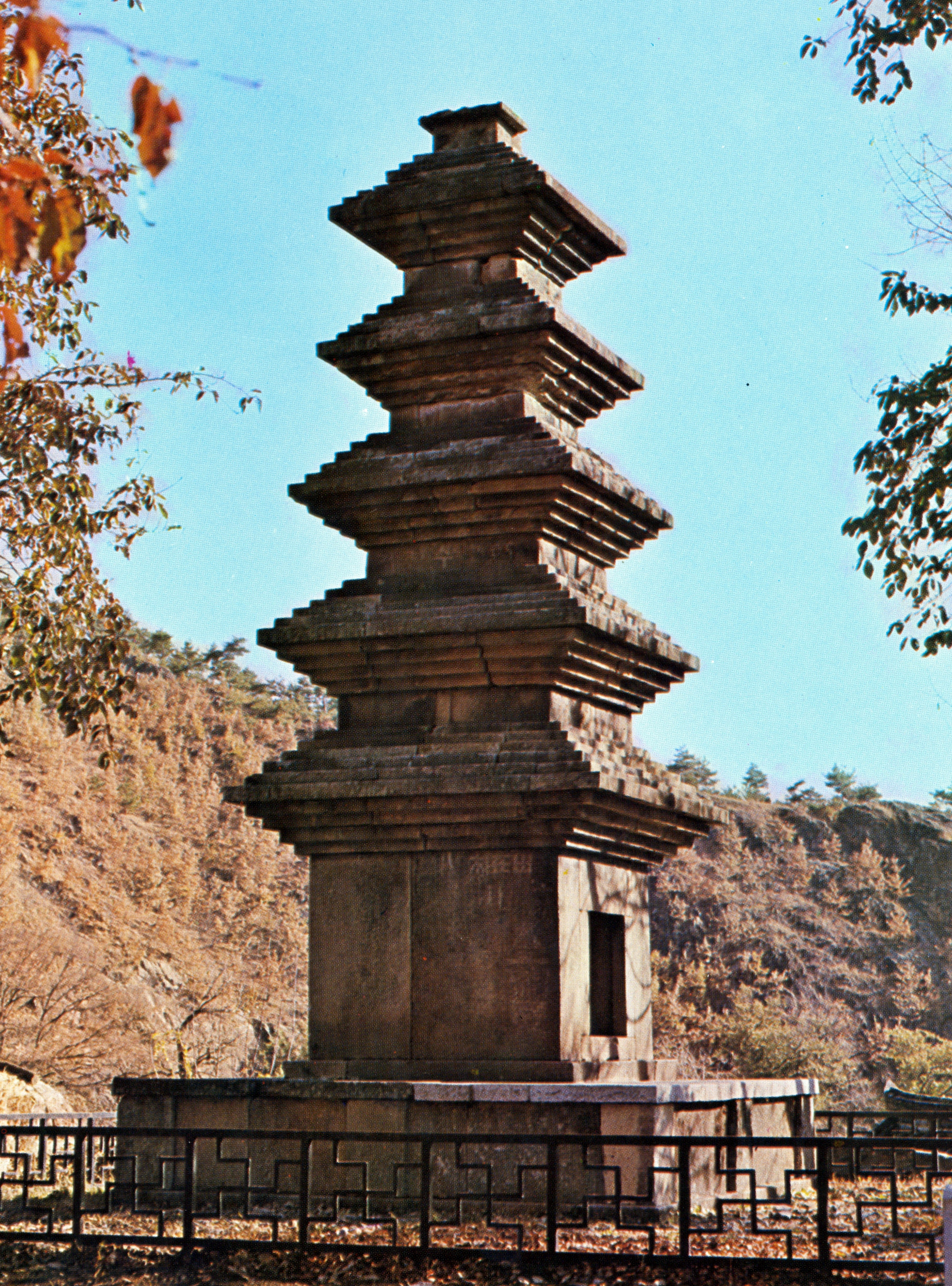
의성 빙산사지 오층석탑
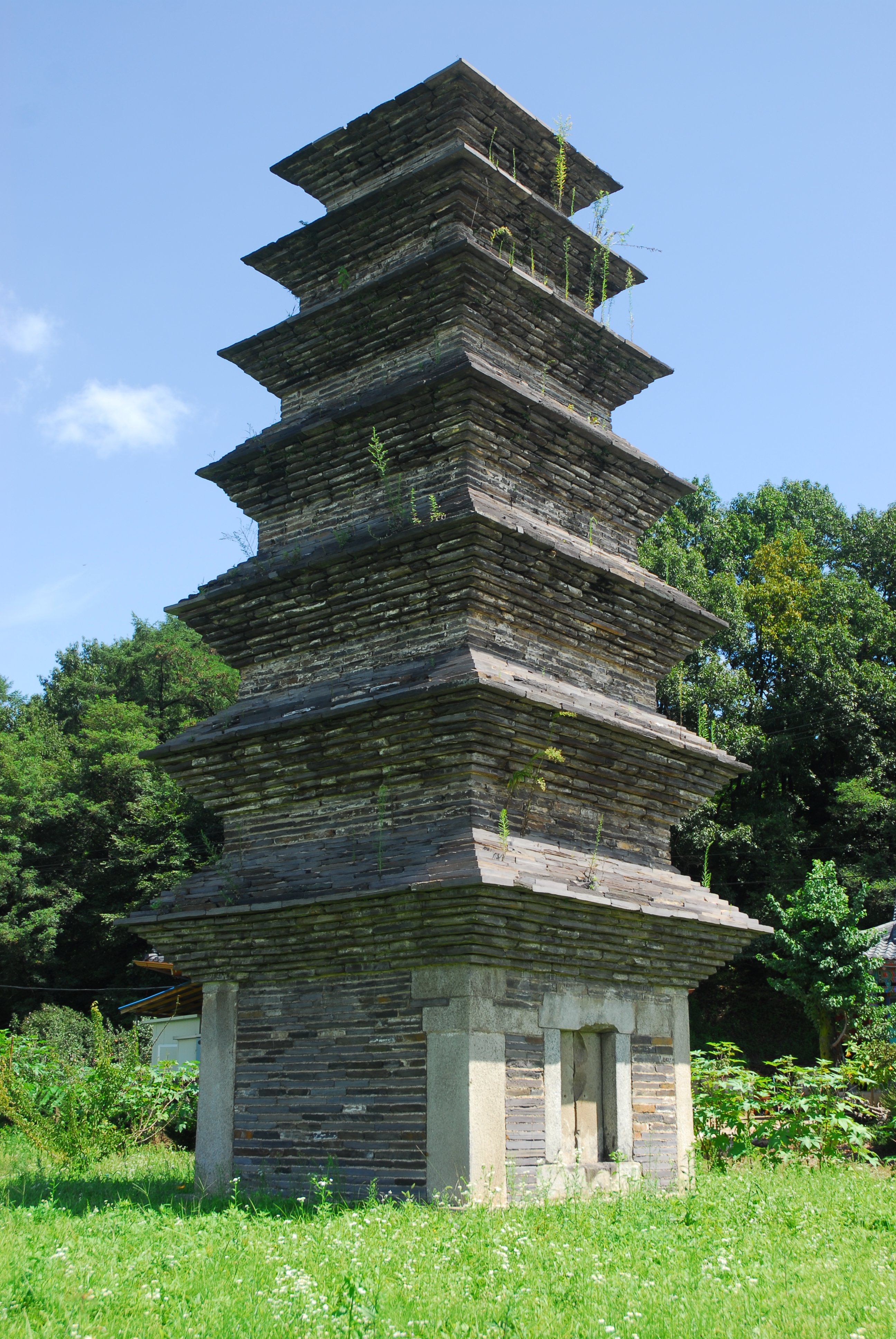
제천 장락동 칠층모전석탑
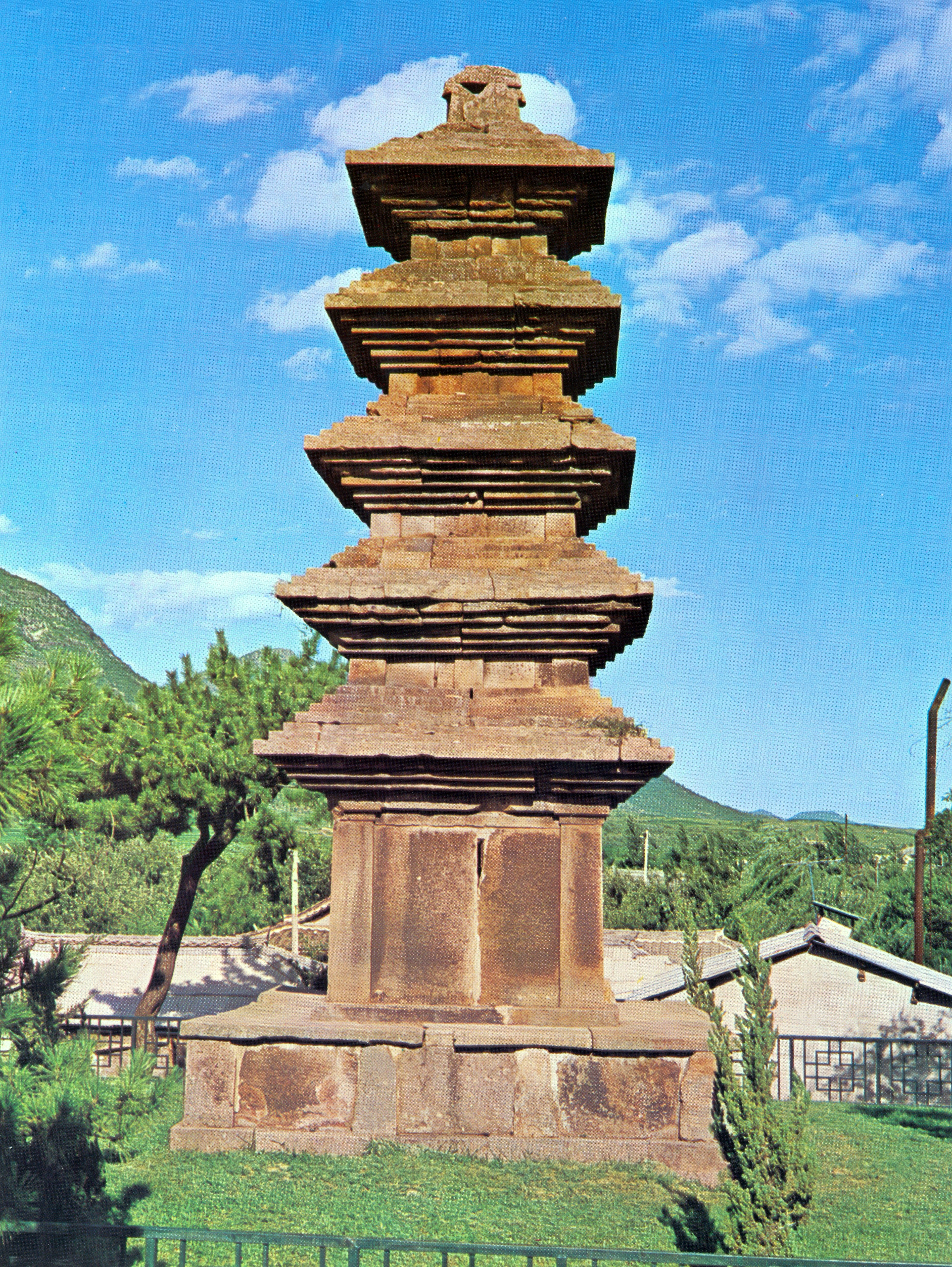
의성 탑리 오층석탑